# Carlos, rey emperador
Carlos, Rey Emperador va ser una sèrie de televisió espanyola transmesa del 7 de setembre de 2015 fins al 25 de gener del 2016 per mitjà de la cadena espanyola TVE.

## Història
La sèrie va narrar la història de Carles V, un dels homes més poderosos que ha conegut Europa, governador d'un imperi de proporcions tan extraordinàries com la seva diversitat.
A través del relat de la vida de Carles d'Habsburg des de la seva arribada a Espanya, es veurà la manera en què l'hereu de l'Imperi Germànic, de Borgonya, dels Països Baixos, del Franc Comtat, Artois, Nevers i Rethel, dels territoris de la Corona d'Aragó i les seves possessions italianes vinculades i dels castellans, nord-africans i americans de la Monarquia Catòlica creix com a estadista i com s'enforteix davant les amenaces que li envolten amb els encerts i errors dels seus consellers.

## Personatges

### Família reial
| Actor                      | Personatge                                                     | Episodis | Durada    | Estat |
| -------------------------- | -------------------------------------------------------------- | -------- | --------- | ----- |
| Álvaro Cervantes           | Carles V, Emperador del Sacre Imperi Romanogermànic            | 17       | 2015-2016 | Mort  |
| Blanca Suárez              | Isabel de Portugal, Emperadriu del Sacre Imperi Romanogermànic | 9        | 2015      | Morta |
| Marina Salas               | Elionor d'Habsburg                                             | 15       | 2015-2016 | Morta |
| Eric Balbàs                | Ferran I, Emperador del Sacre Imperi Romanogermànic            | 14       | 2015-2016 | Viu   |
| Laia Costa                 | Maria d'Àustria                                                | 8        | 2015-2016 | Viva  |
| Mónica López               | Margarita d'Habsburg                                           | 8        | 2015      | Morta |
| Guiomar Porta              | Caterina d'Habsburg                                            | 7        | 2015-2016 | Viva  |
| Laia Marull                | Joana I de Castella                                            | 7        | 2015-2016 | Morta |
| Marcel Borràs Pablo Arbués | Felip II d'Espanya                                             | 6        | 2015-2016 | Viu   |
| Aleix Peña                 | Maximilià II, Emperador del Sacre Imperi Romanogermànic        | 4        | 2016      | Viu   |
| Elisabeth Larena           | Infanta María d'Àustria i Portugal                             | 3        | 2016      | Viva  |
| Lucía Fuertes              | Joana d'Àustria                                                | 1        | 2016      | Viva  |
| Marc Abella                | Don Carles d'Àustria                                           | 1        | 2016      | Viu   |
| Álvaro Villaespesa         | Joan d'Àustria                                                 | 1        | 2016      | Viu   |

### Castella
| Actor            | Personatge                            | Episodis | Durada    | Estat |
| ---------------- | ------------------------------------- | -------- | --------- | ----- |
| Félix Gómez      | Fernando Álvarez de Toledo            | 15       | 2015-2016 | Viu   |
| Ramón Barea      | Fadrique de Alba                      | 11       | 2015      | Mort  |
| Víctor Clavijo   | Francesc de Borja                     | 10       | 2015-2016 | Viu   |
| Juanjo Puigcorbé | Mercurino Gattinara                   | 9        | 2015      | Mort  |
| Francesc Orella  | Papa Adrià VI                         | 7        | 2015      | Mort  |
| Irene Ruiz       | María Pacheco y Mendoza               | 7        | 2015      | Viva  |
| Helio Pedregal   | Guillermo de Croy, Senyor de Chièvres | 6        | 2015      | Mort  |
| Israel Elejalde  | Juan Padilla                          | 6        | 2015      | Mort  |
| Nathalie Poza    | Germana de Foix                       | 6        | 2015      | Viva  |
| Roberto Álvarez  | Juan Pardo de Tavera                  | 5        | 2015-2016 | Mort  |
| Fele Martínez    | Nicolau Perrenot de Granvelle         | 4        | 2016      | Viu   |

### França
| Actor                              | Personatge            | Episodis | Durada    | Estat |
| ---------------------------------- | --------------------- | -------- | --------- | ----- |
| Alfonso Bassave                    | Francesc I de França  | 15       | 2015-2016 | Mort  |
| Marina Salas                       | Elionor d'Habsburg    | 15       | 2015-2016 | Morta |
| Susi Sánchez                       | Lluïsa de Savoia      | 12       | 2015      | Morta |
| Alberto Amarilla / Javier Villalba | Enric II de França    | 10       | 2015-2016 | Viu   |
| Alberto San Juan                   | Carles de Borbó       | 7        | 2015      | Mort  |
| Eva Rufo                           | Claudia de França     | 5        | 2015      | Morta |
| Igor Szpakowski                    | Francesc II de França | 2        | 2016      | Viu   |
| Fiorella Faltoyano                 | Anna de França        | 1        | 2015      | Morta |
| Daniel Pérez Prada                 | Anne de Montmorency   | 14       | 2015-2016 | Viu   |
| María Hervás                       | Margarida d'Angulema  | 4        | 2015-2016 | Viva  |
| Carlos Álvarez-Nóvoa†              | Leonardo da Vinci     | 3        | 2015      | Mort  |

### Anglaterra
| Actor           | Personatge              | Episodis | Durada    | Estat |
| --------------- | ----------------------- | -------- | --------- | ----- |
| Àlex Brendemühl | Enric VIII d'Anglaterra | 7        | 2015      | Mort  |
| Mélida Molina   | Caterina d'Aragó        | 6        | 2015      | Morta |
| Ángela Cremonte | Maria I d'Anglaterra    | 3        | 2015-2016 | Viva  |
| Blai Llopis     | Cardenal Thomas Wolsey  | 7        | 2015      | Viu   |
| Ferran Audí     | Thomas Cromwell         | 2        | 2015      | Mort  |

### Portugal
| Actor            | Personatge                         | Episodis | Durada    | Estat |
| ---------------- | ---------------------------------- | -------- | --------- | ----- |
| Blanca Suárez    | Isabel de Portugal                 | 9        | 2015      | Morta |
| Guiomar Puerta   | Caterina d'Àustria                 | 7        | 2015-2016 | Viva  |
| Tamar Novas      | Joan III de Portugal               | 5        | 2015-2016 | Mort  |
| Elisabeth Larena | Infanta Maria d'Àustria i Portugal | 3        | 2016      | Viva  |
| Joan Crosas      | Manuel I de Portugal               | 2        | 2015      | Mort  |
| Itxaso Arana     | Maria Manuela de Portugal          | 1        | 2016      | Morta |

### Flandes i Alemanya
| Actor            | Personatge           | Episodis | Durada    | Estat |
| ---------------- | -------------------- | -------- | --------- | ----- |
| Mónica López     | Margarida d'Habsburg | 8        | 2015      | Morta |
| Andrés Lima      | Frederic de Saxònia  | 5        | 2015-2016 | Viu   |
| Mingo Ràfols     | Martí Luter          | 3        | 2015      | Viu   |
| Jaroslaw Bielski | Jakob Fugger         | 1        | 2015      | Viu   |

### Les Índies
| Actor                  | Personatge                   | Episodis | Durada    | Estat |
| ---------------------- | ---------------------------- | -------- | --------- | ----- |
| Jose Luis García Pérez | Hernán Cortés                | 13       | 2015-2016 | Viu   |
| Enrique Berrendero     | Juan Velázquez de León       | 10       | 2015      | Viu   |
| Lucía Barrado          | Catalina Juárez              | 5        | 2015      | Morta |
| Iazua Larios           | Malinche                     | 5        | 2015      | Viva  |
| Juanma Lara            | Diego Velázquez de Cuéllar   | 5        | 2015      | Viu   |
| Óscar Rabadán          | Bartolomé de las Casas       | 4        | 2015-2016 | Viu   |
| Nelson Dante           | Cuauhtémoc                   | 4        | 2015      | Mort  |
| Cristhian Esquivel     | Moctezuma II                 | 3        | 2015      | Mort  |
| Alberto Iglesias       | Antonio de Mendoza y Pacheco | 3        | 2015-2016 | Viu   |
| Pepe Ocio              | Gerónimo de Aguilar          | 3        | 2015      | Viu   |
| Víctor Duplá           | Luis Ponce de León           | 1        | 2015      | Mort  |
| José Maya              | Francisco Pizarro            | 1        | 2015      | Viu   |

### Altres personatges
| Actor             | Personatge             | Episodis | Durada    | Estat |
| ----------------- | ---------------------- | -------- | --------- | ----- |
| Meritxell Calvo   | Francesca de Foix      | 8        | 2015      | Viva  |
| Ángel de Andrés † | Papa Climent VII       | 7        | 2015      | Mort  |
| Carlos Kaniowsky  | Papa Lleó X            | 3        | 2015      | Mort  |
| Irene Montalà     | Isabel Osorio          | 3        | 2016      | Viva  |
| Francisco Olmo    | Papa Pau III           | 2        | 2015      | Viu   |
| Fernando Conde    | Tiziano                | 2        | 2015-2016 | Viu   |
| José Olmo         | Margrave de Brandeburg | 2        | 2015-2016 | Viu   |
| Agus Ruiz         | Francisco Maldonado    | 2        | 2015      | Mort  |
| Ariana Martínez   | Barbara Blomberg       | 2        | 2016      | Viva  |
| Eusebio Poncela   | Cardenal Cisneros      | 1        | 2015      | Mort  |

## Episodis
Llista d'episodis i audiències de la sèrie.
| N.º (sèrie) | N.º (temp.) | Títol                               | Director(s)       | Data d‘emissió         | Audiència         |
| ----------- | ----------- | ----------------------------------- | ----------------- | ---------------------- | ----------------- |
| 1           | 1           | «El extranjero»                     | Oriol Ferrer      | 7 de setembre de 2015  | 2 783 000 (15,6%) |
| 2           | 2           | «La rapiña»                         | Salvador García   | 14 de setembre de 2015 | 2 606 000 (14,0%) |
| 3           | 3           | «O César o nada»                    | Jorge Torregrossa | 21 de setembre de 2015 | 2 553 000 (13,5%) |
| 4           | 4           | «El imperio a subasta»              | Oriol Ferrer      | 28 de setembre de 2015 | 2 564 000 (13,4%) |
| 5           | 5           | «Un reino en llamas»                | Salvador García   | 5 d'octubre de 2015    | 2 259 000 (11,4%) |
| 6           | 6           | «La herejía y la guerra»            | Jorge Torregrossa | 12 d'octubre de 2015   | 2 285 000 (12,5%) |
| 7           | 7           | «El arduo camino hacia la victoria» | Oriol Ferrer      | 19 d'octubre de 2015   | 2 271 000 (11,7%) |
| 8           | 8           | «La prisión de un Rey»              | Salvador García   | 26 d'octubre de 2015   | 2 301 000 (12,1%) |
| 9           | 9           | «Una larga luna de miel»            | Jorge Torregrossa | 2 de novembre de 2015  | 1 988 000 (10,1%) |
| 10          | 10          | «El apestado»                       | Oriol Ferrer      | 9 de novembre de 2015  | 2 077 000 (10,4%) |
| 11          | 11          | «Todos debemos ser uno»             | Salvador García   | 16 de novembre de 2015 | 1 917 000 (9,7%)  |
| 12          | 12          | «Los demonios»                      | Joan Noguera      | 23 de novembre de 2015 | 1 925 000 (11,5%) |
| 13          | 13          | «De amor y muerte»                  | Jorge Torregrossa | 23 de novembre de 2015 | 1 925 000 (11,5%) |
| 14          | 14          | «Educando a Felipe»                 | Oriol Ferrer      | 11 de gener de 2016    | 1 826 000 (9,3%)  |
| 15          | 15          | «La sucesión»                       | Salvador García   | 18 de gener de 2016    | 1 773 000 (9,0%)  |
| 16          | 16          | «Deseo de ser nadie»                | Oriol Ferrer      | 25 de gener de 2016    | 1 891 000 (11,4%) |
| 17          | 17          | «Padre»                             | Oriol Ferrer      | 25 de gener de 2016    | 1 891 000 (11,4%) |

## Producció
La sèrie va comptar amb la participació dels directors Oriol Ferrer (un dels directors de la reeixida sèrie espanyola Isabel, la qual va estar basada en els Reis Catòlics), Salvador García Ruiz, Jorge Torregrossa i Joan Noguera; a la sèrie també se li va unir el guionista José Luis Martín (qui va ser coordinador de guió de la segona i tercera temporades de la sèrie Isabel).
Al capdavant de la direcció d'art va estar Josep Rosell, i com a director de fotografia: David Azcano, mentre que Pepe Reyes es va encarregar de l'equip de vestuari.
La sèrie va ser realitzada en col·laboració amb Diagonal TV i va comptar més de 100 personatges històrics. Les primeres seqüències rodades en la sèrie transcorreran a Tordesillas, després que el jove Carlos vagi acompanyat de la seva germana Elionor, per a veure a la seva mare Joana, qui es troba reclosa allí.
L'actor espanyol Eusebio Poncela va tornar a interpretar al Cardenal Cisneros, paper que va interpretar durant la tercera temporada de la sèrie Isabel.

## Distribució internacional

### Emissió en altres països
| País        | Cadenes     | Data d'Inici | Data de Finalització |
| ----------- | ----------- | ------------ | -------------------- |
| Mèxic       | Canal 22    | 2015         | 2016                 |
| Portugal    | SIC Caras   | 2016         | 2016                 |
| El Salvador | TCS Canal 4 | 2018         | 2018                 |
| Veneçuela   | TLT         | 2018         | 2018                 |